# Vislava, Stropkov
Vislava este o comună slovacă, aflată în districtul Stropkov din regiunea Prešov. Localitatea se află la altitudinea de 265 m deasupra n.m., se întinde pe o suprafață de 10,96 km2 și în 2017 număra 193 de locuitori. Se învecinează cu Oľšavka, Stropkov, Bukovce, Vyškovce, Potoky, Nová Polianka, Vagrinec și Šemetkovce.

## Istoric
Localitatea Vislava este atestată documentar din 1353.

## Demografie
| An:                | 1994 | 2004   | 2014    | 2024   |
| ------------------ | ---- | ------ | ------- | ------ |
| Număr de persoane: | 242  | 234    | 205     | 187    |
| Diferență:         |      | −3,30% | −12,39% | −8,78% |

| An:                | 2023 | 2024   |
| ------------------ | ---- | ------ |
| Număr de persoane: | 191  | 187    |
| Diferență:         |      | −2,09% |